# Clarence River (Australie)
Pour les articles homonymes, voir Clarence.
Le Clarence ("Clarence River" en anglais) est un fleuve du nord de la Nouvelle-Galles du Sud en Australie.

## Géographie
Il nait dans la chaîne McPherson, au niveau de la ligne de partage des eaux, à la frontière du Queensland. Il coule d'abord vers le sud puis vers le nord-est sur 394 kilomètres avant de se jeter dans l'océan Pacifique à Yamba
Sur son trajet, il traverse les villes de Grafton, Ulmarra, Cowper/Brushgrove, Maclean et Harwood. Ses principaux affluents sont la "Mann River", la "Nymboida River" et l'"Orara River".
La rivière forme au cours de son trajet de nombreuses îles dont les plus connues sont "Woodford Island", "Chatsworth Island" et "Harwood Island". La rivière  est le siège d'une importante exploitation de crevettes et de pêche.
Le fleuve et ses principaux affluents constituent un important système de drainage de la région.

## Écologie
La rivière abrite de nombreuses espèces de poissons d'eau douce indigènes notamment la Maccullochella ikei une espèce de perche en voie de danger.
En bunjalung, un des langages aborigène de la région, la rivière porte le nom de "Breimba" ou "Berrinba".